# إدوين تينوريو
إدوين تينوريو (مواليد 16 يونيو 1976) هو لاعب كرة قدم. يلعب مع منتخب الإكوادور لكرة القدم. سبق له أن لعب في كأس العالم لكرة القدم مع منتخب بلاده.

## روابط خارجية
- إدوين تينوريو على موقع الاتحاد الدولي (مؤرشف)  (الإنجليزية)
- إدوين تينوريو على موقع قاعدة بيانات كرة القدم.إي يو (الإنجليزية)
- إدوين تينوريو على موقع ناشيونال فوتبول تيمز (الإنجليزية)
- إدوين تينوريو على موقع Soccerway.com (الإنجليزية)
- إدوين تينوريو على موقع كووورة